# Cinclode brun
Cinclodes fuscus
Espèce
Statut de conservation UICN

 LC  : Préoccupation mineure
Le Cinclode brun (Cinclodes fuscus) est une espèce de passereau de la famille des Furnariidae.

## Répartition
On le trouve en Argentine, Bolivie, Brésil, Chili, Colombie, Équateur, Paraguay, Pérou, Uruguay et Venezuela.

## Habitat
Il habite les zones de prairies et de broussailles tropicales et subtropicales de haute montagne ainsi que les prairies tempérées.

## Sous-espèces
Selon NCBI (4 juil. 2011), cet oiseau est représenté par quatre sous-espèces :
- Cinclodes fuscus albidiventris ;
- Cinclodes fuscus albiventris ;
- Cinclodes fuscus fuscus ;
- Cinclodes fuscus oreobates.